# Anders Nilsson (död 1828)
Anders Nilsson, född 1775, död  23 februari 1828 i Umeå, var en svensk som avrättades dömd för blodskam och hor. Han var troligen den sista som avrättades för blodskam i Sverige.  
Han åtalades tillsammans med sin dotter Cajsa Stina för att ha begått blodskam. Hon benådades och dömdes till två års tukthus i Stockholm, medan han dömdes till döden genom halshuggning. 
Han var troligen den sista person som avrättades för blodskam i Sverige, några år efter Catarina Carlsdotter. Dödsstraffet för blodskam omvandlades 1864 års strafflag till straffarbete.